# Охоронець (фільм, 1991)
«Охоронець» («Телохранитель») — радянський художній фільм 1991 року, знятий режисером Анатолієм Івановим на Кіностудії ім. О. Довженка і студії «Піраміда Менатеп».

## Сюжет
За однойменною повістю Сергія Валяєва. Москва 1970-х років. Герой фільму — охоронець — стає свідком злочину високопосадовців.

## У ролях
- Володимир Литвинов — Павло Селіхов, офіцер КДБ
- Микола Прокопович — політичний діяч
- Олександр Мартинов — Віктор, син політичного діяча
- Георгій Дрозд — Микола Григорович, шеф Селіхова
- Ірина Феофанова — Ліза, дружина генерал-лейтенанта
- Олександр Ігнатуша — Глєбов, офіцер КДБ
- Михайло Погоржельський — Семен Петрович Батов, генерал-полковник у відставці
- Оксана Лагутіна — Ася
- Володимир Голованов — «Циркач», чоловік доньки політичного діяча
- Олександр Потапов — Орєшкін, офіцер КДБ
- Анатолій Лук'яненко — Петро
- Ніна Шаролапова — дочка політичного діяча
- Марина Могилевська — дружина Селіхова
- Леонід Яновський — епізод
- Андрій Воробель — «Кенгуру»
- Маргарита Юдіна — тітка Люся
- Наталія Санжарова — дівчина
- Олександр Пархоменко — офіцер КДБ
- Андрій Мороз — епізод
- Михайло Ігнатов — епізод
- Борис Александров — епізод
- Леонід Слуцький — епізод
- Елеонора Шашкова — епізод
- Дзінтарс Бруверіс — епізод
- Анатолій Грошевой — епізод
- Олександр Затучний — епізод
- А. Крилов — епізод
- Ігор Письменний — друг сина політичного діяча
- Микола Гудзь — епізод
- Олександр Костильов — епізод
- Сергій Сібель — епізод
- Сергій Філімонов — епізод
- В. Бєлий — епізод
- Леонід Краст — епізод
- В. Тимошенко — епізод

## Знімальна група
- Режисер-постановник — Анатолій Іванов
- Сценаристи — Сергій Валяєв, Анатолій Іванов, Микола Іллінський
- Оператори-постановники — Віктор Атаманенко, Валерій Башкатов
- Композитор — Ігор Стецюк
- Художник-постановник — Віталій Лазарев
- Продюсери — Володимир Князєв, Володимир Чудовський